# Oud Gerechtsgebouw (Hasselt)

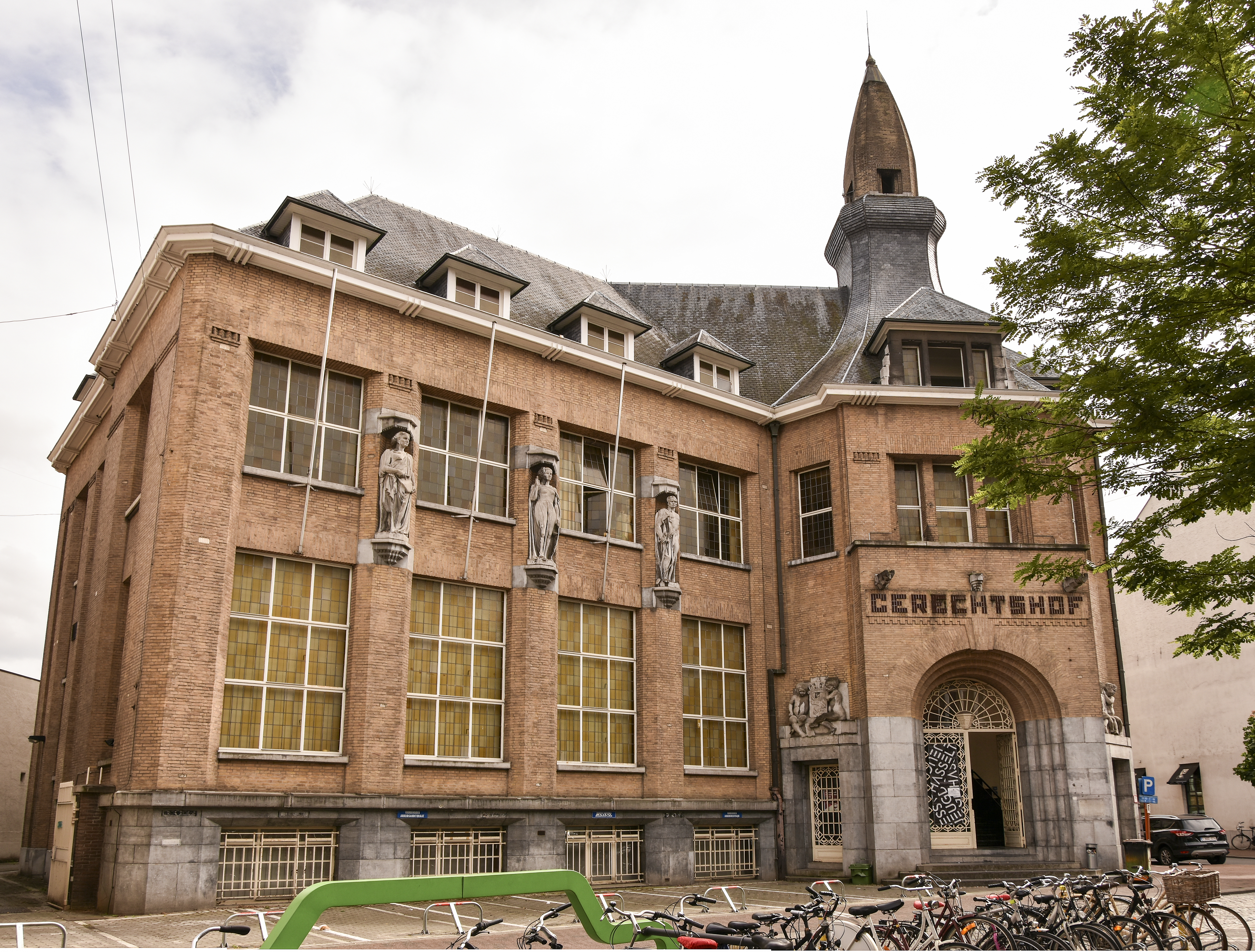
Gevel aan de Havermarkt, met beeldhouwwerk van Jan Boedts.

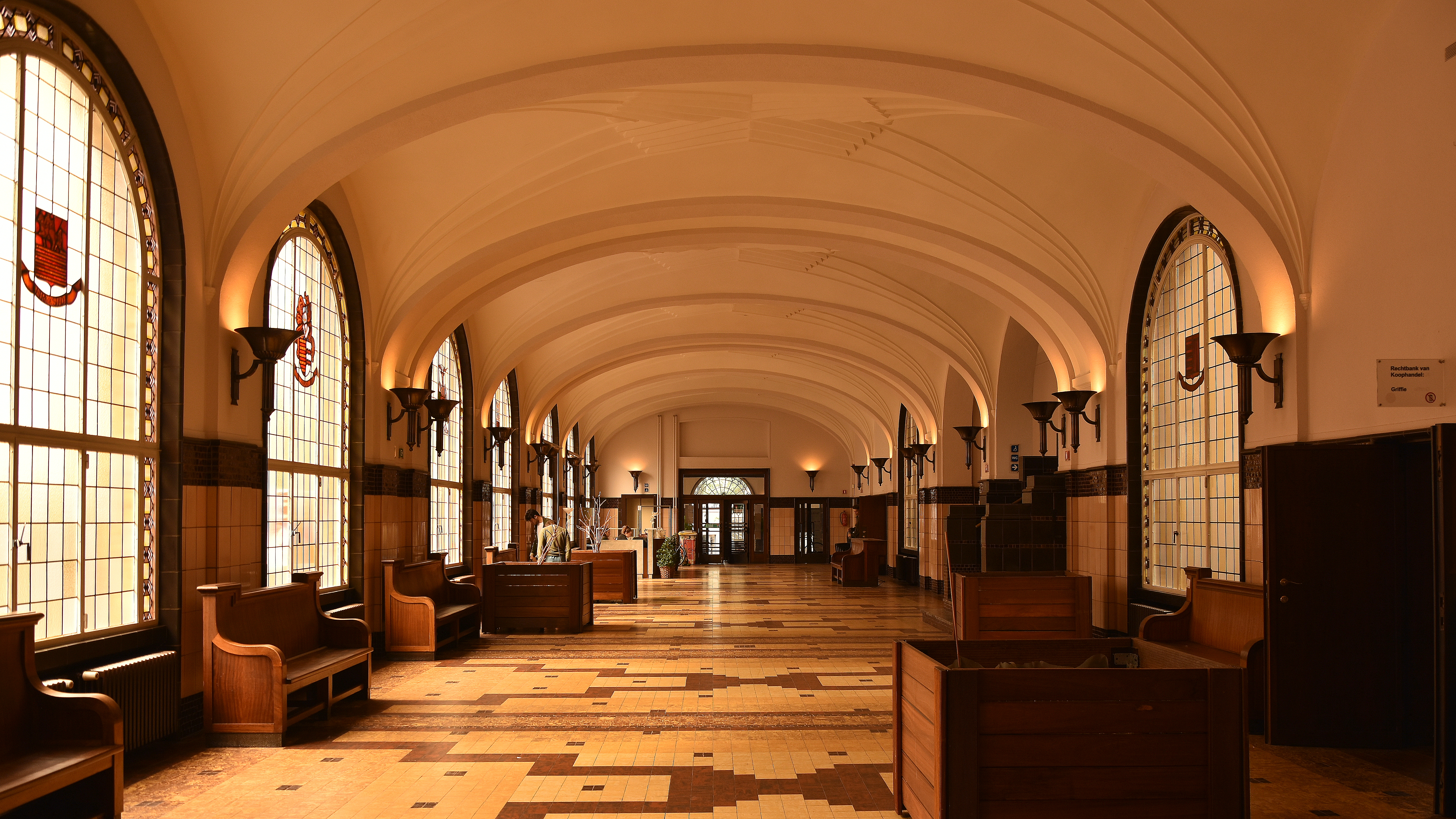

Het oud gerechtshof van Hasselt is een gebouw in de Belgische stad Hasselt. Het gebouw staat aan de Havermarkt op de hoek met de Cellebroedersstraat. Op ongeveer 50 meter naar het noordoosten bevindt zich de Grote Markt.

## Geschiedenis
Op de plaats van het oud gerechtshof van Hasselt werd in de 15e eeuw een klooster van de cellebroeders gebouwd. Dit klooster deed na 1790 dienst als gevangenis en rechtbank.
Op 11 november 1918 werd het oude gerechtsgebouw van Hasselt door terugtrekkende Duitsers in brand gestoken. In plaats van een nieuw gebouw te bouwen schoof het gemeentebestuur van Hasselt de bevoegdheden door naar de provincie Limburg. Dit bleek niet te werken en in 1923 werd een plan ontwikkeld om op de oude plek een nieuw gerechtshof te bouwen. Voor de bouw schreef het stadsbestuur een wedstrijd uit. Men koos uit de inzendingen het ontwerp van de Brusselse architect Jerôme Vermeersch. In 1936 kwam het gebouw gereed, na jaren van vertraging opgelopen te hebben door financiële problemen.
In 1968 was het pand te klein geworden en kocht men het naastgelegen pand De Croon aan om uit te breiden.
In 2008 werd het gerechtshof als bouwkundig erfgoed vastgesteld.
In december 2008 werd de steen gelegd van het nieuw gerechtsgebouw aan het station gelegd. In mei 2012 verlieten de gerechtelijke diensten het pand aan de Havermarkt.
In maart 2017 verkocht het Regie der Gebouwen het pand aan projectontwikkelaar Kolmont - Tans Group om het pand opnieuw te laten ontwikkelen. Toen het gebouw in mei 2018 leegstond werd het ingericht als een plaats waar studenten konden studeren. In het najaar van 2018 startten de verbouwingswerken van het oud gerechtshof. In juli 2019 werd een muur van het oude gerechtshof beschilderd met 3D-muurtekeningen.